# Anumeta lineata
Anumeta lineata là một loài bướm đêm trong họ Erebidae.